# Myersiella microps
Genre
Espèce
Synonymes
- Engystoma microps Duméril & Bibron, 1841
- Engystoma sub-nigrum Miranda-Ribeiro, 1920
- Engystoma dumerili Miranda-Ribeiro, 1926

Statut de conservation UICN

 LC  : Préoccupation mineure
Myersiella microps, unique représentant du genre Myersiella, est une espèce d'amphibiens de la famille des Microhylidae.

## Répartition
Cette espèce est endémique du Sud-Est du Brésil. Elle se rencontre jusqu'à 1 100 m d'altitude dans les États d'Espírito Santo, de Rio de Janeiro, de São Paulo (y compris l'île São Sebastião) et du Minas Gerais,.

## Description
Myersiella microps mesure environ 40 mm.

## Étymologie
Ce genre est nommé en l'honneur de George Sprague Myers.

## Taxinomie
Engystoma sub-nigrum a été placé en synonymie avec Myersiella microps par Nelson et Lescure en 1975. Engystoma dumerili est un nom de substitution superflu, car Miranda-Ribeiro avait pensé à une préoccupation par Stenocephalus microps Tschudi, 1838.

## Publications originales
- Duméril & Bibron, 1841 : Erpétologie générale ou Histoire naturelle complète des reptiles, vol. 8, p. 1-792 (texte intégral).
- Carvalho, 1954 : A preliminary synopsis of the genera of American microhylid frogs. Occasional papers of the Museum of Zoology, University of Michigan, vol. 555, p. 1-19 (texte intégral).